# همین و بس
همین و بس (انگلیسی: Pure & Simple) چهل و پنجمین آلبوم استودیویی دالی پارتن است که در ۱۹ اوت ۲۰۱۶ منتشر شد. این آلبوم هفتمین آلبوم برتر (رتبهٔ ۱) دالی پارتن و نخستین آلبومی پس از ۲۵ سال است که به این رتبه می‌رسد.

## جداول موسیقی
| جدول موسیقی (۲۰۱۶)                           | بالاترین رتبه |
| -------------------------------------------- | ------------- |
| آلبوم‌های استرالیا (ARIA)                     | ۹             |
| آلبوم‌های بلژیکی (اولتراتاپ فلاندرز)          | ۱۳۲           |
| آلبوم‌های کانادایی (بیلبورد)                  | ۲۰            |
| آلبوم‌های آلمانی (۱۰۰ آلبوم برتر رسمی)        | ۷۹            |
| آلبوم‌های ایرلندی (ایرما)                     | ۳۳            |
| آلبوم‌های نیوزیلند (RMNZ)                     | ۳۹            |
| آلبوم‌های اسکاتلندی (شرکت جدول‌های رسمی)       | ۲             |
| آلبوم‌های سوئیسی (جدول موسیقی سوئیس)          | ۲۵            |
| آلبوم‌های بریتانیا (شرکت جدول‌های رسمی)        | ۲             |
| آلبوم‌های کانتری بریتانیا (شرکت جدول‌های رسمی) | ۱             |
| بیلبورد ۲۰۰ ایالات متحده                     | ۱۱            |
| آلبوم‌های کانتری برتر ایالات متحده (بیلبورد)  | ۱             |
| آلبوم‌های محلی ایالات متحده (بیلبورد)         | ۱             |

| جدول موسیقی (۲۰۱۶)                       | رتبه |
| ---------------------------------------- | ---- |
| آلبوم‌های برتر کانتری آمریکا (بیلبورد)    | ۳۲   |
| آلبوم‌های موسیقی فولکلور آمریکا (بیلبورد) | ۱۱   |

## گواهینامه‌ها
| منطقه            | گواهی | واحد گواهی‌شده/فروش |
| ---------------- | ----- | ------------------ |
| روسیه (ان‌اف‌پی‌اف) | طلا   | ۱۰٬۰۰۰             |